# Lukas Neunteufel
Lukas Neunteufel (* 8. Januar 1989 in Bregenz) ist ein österreichischer Fußballspieler und ist derzeit bei Schwarz-Weiß Bregenz unter Vertrag.

## Karriere
Lukas Neunteufel begann seine Karriere beim SC Bregenz und spielte immer wieder für die AKA Vorarlberg. Als er 2007 gute Leistungen im Trikot der Bregenzer in der Regionalliga West brachte wurde Red Bull Salzburg auf ihn aufmerksam und verpflichtete ihn für die zweite Mannschaft. Am 3. Oktober 2008 feierte er sein Debüt in der Ersten Liga im Spiel gegen die Austria Amateure. Er durfte über die vollen 90 Minuten spielen und das Spiel endete 3:4 für die Wiener. Nach fast zwei Saisonen in Salzburg hatte sich Neunteufel keinen Stammplatz erkämpfen können und war nur Verteidiger Nummer 5 hinter Riegler, Karner, Radakovics und Jovanović. Im Frühjahr 2010 wurde er an den FC Dornbirn verliehen um dem abstiegsgefährdeten Verein zu helfen und Spielpraxis zu bekommen. Allerdings konnte auch Neunteufel dem FC nicht mehr helfen und nachdem auch die Juniors in die Regionalliga West absteigen mussten, wechselte er zurück zu seinem Stammverein SC Bregenz.
Neunteufel durfte insgesamt fünf Mal für Jugendnationalmannschaften aus Österreich spielen.